# Vinyl Wooden Box
Vinyl Wooden Box es un recopilatorio de los seis primeros álbumes de estudio de Immortal en vinilo.
El disco no incluye el álbum de 2002, Sons of Northern Darkness.

## Lista de Discos
Disco 1 Diabolical Fullmoon Mysticism
Disco 2 Pure Holocaust
Disco 3 Battles in the North
Disco 4 Blizzard Beasts
Disco 5 At the Heart of Winter
Disco 6 Damned In Black

## Créditos
- Abbath Doom Occulta - bajo (en los discos 1 - 5), batería /en los discos 2 y 3), voces (en todos los discos), guitarra eléctrica (en los discos 5 y 6) y sintetizador
- Demonaz Doom Occulta - guitarra (en los discos 1 - 4) y letras (en todos los discos)
- Armagedda - batería (en el disco 1)
- Horgh - batería (en los discos 4 - 6)
- Iscariah - bajo (en el disco 6)